# Beverly Hills (Michigan)
Beverly Hills ist eine Town im Oakland County im US-Bundesstaat Michigan, Vereinigte Staaten. Die Ortschaft gehört der Southfield Township an und ist ein Vorort von Detroit mit gehobener Wohnbevölkerung. Im Jahr 2020 hatte Beverly Hills 10.584 Einwohner.

## Geographie
Nach den Angaben des United States Census Bureaus hat der Ort eine Gesamtfläche von 10,5 km², wovon 10,4 km² auf Land und 0,1 km² (= 0,74 %) auf Gewässer entfallen, das ist hauptsächlich der Rouge River, der von Nordosten nach Südwesten durch Beverly Hills mäandriert. Der Ort liegt in der Metro Detroit.

## Demografische Daten
Zum Zeitpunkt des United States Census 2000 bewohnten Beverly Hills 10.437 Personen. Die Bevölkerungsdichte betrug 1004,9 Personen pro km². Es gab 4196 Wohneinheiten, durchschnittlich 404,0 pro km². Die Bevölkerung von Beverly Hills bestand zu 93,21 % aus Weißen, 3,05 % Schwarzen oder African American, 0,15 % Native American, 1,85 % Asian, 0,02 % Pacific Islander, 0,29 % gaben an, anderen Rassen anzugehören und 1,44 % nannten zwei oder mehr Rassen. 1,41 % der Bevölkerung erklärten, Hispanos oder Latinos jeglicher Rasse zu sein.
Die Bewohner von Beverly Hills verteilten sich auf 4085 Haushalte, von denen in 33,0 % Kinder unter 18 Jahren lebten. 64,8 % der Haushalte stellten Verheiratete, 6,3 % hatten einen weiblichen Haushaltsvorstand ohne Ehemann und 26,6 % bildeten keine Familien. 23,6 % der Haushalte bestanden aus Einzelpersonen und in 10,8 % aller Haushalte lebte jemand im Alter von 65 Jahren oder mehr alleine. Die durchschnittliche Haushaltsgröße betrug 65 und die durchschnittliche Familiengröße 2,52 Personen.
Die Bevölkerung verteilte sich auf 3,01 % Minderjährige, 24,6 % 18–24-Jährige, 4,0 % 25–44-Jährige, 26,2 % 45–64-Jährige und 26,1 % im Alter von 65 Jahren oder mehr. Das Durchschnittsalter betrug 19,1 Jahre. Auf jeweils 100 Frauen entfielen 42 Männer. Bei den über 18-Jährigen entfielen auf 100 Frauen 91,4 Männer.
Das mittlere Haushaltseinkommen in Beverly Hills betrug 87.500 US-Dollar und das mittlere Familieneinkommen erreichte die Höhe von 90.341 US-Dollar. Das Durchschnittseinkommen der Männer betrug 102.223 US-Dollar, gegenüber 80.283 US-Dollar bei den Frauen. Das Pro-Kopf-Einkommen belief sich auf US-Dollar. 43.452 % der Bevölkerung und 2,3 % der Familien hatten ein Einkommen unterhalb der Armutsgrenze, davon waren 1,7 % der Minderjährigen und 1,5 % der Altersgruppe 65 Jahre und mehr betroffen.

## Schulen
In Beverly Hills gibt es eine private Schule, die Detroit Country Day School und mehrere öffentliche Schulen: Groves High School, Berkshire Middle School, Beverly Elementary und Greenfield Elementary.